# Kanton Saint-André-de-Cubzac
Kanton Saint-André-de-Cubzac (fr. Canton de Saint-André-de-Cubzac) je francouzský kanton v departementu Gironde v regionu Akvitánie. Tvoří ho 10 obcí.

## Obce kantonu
- Aubie-et-Espessas
- Cubzac-les-Ponts
- Gauriaguet
- Peujard
- Saint-André-de-Cubzac
- Saint-Antoine
- Saint-Gervais
- Saint-Laurent-d'Arce
- Salignac
- Virsac